# نوآر (مجموعه تلویزیونی)
نوآر (به ژاپنی: ノワール Nowāru) یک مجموعه تلویزیونی انیمه ۲۶ قسمتی است که در سال ۲۰۰۱ توسط استودیوی انیمیشن بی ترین ساخته شده‌است. کوئیچی ماشیمو کار کارگردانی و ریوئه سوکیمورا نویسندگی این اثر را به عهده داشته‌اند.
از مشخصات مجموعه موسیقی منحصربه‌فرد آن است که ترکیبی از موسیقی تکنو، اپرا و موسیقی محلی فرانسه است.

## خلاصهٔ داستان
داستان با ملاقات کیریکا با قاتل حرفه‌ای به نام مریل آغاز می‌شود. کیریکا چیزی از گذشته خود به یاد نمی‌آورد و از مریل می‌خواهد که در کشف سرگذشتش به وی کمک کند. به زودی معلوم می‌شود که سازمان ناشناخته‌ای به نام سوداتس در پی قتل هر دوست ... .